# 아이젠하워 독트린

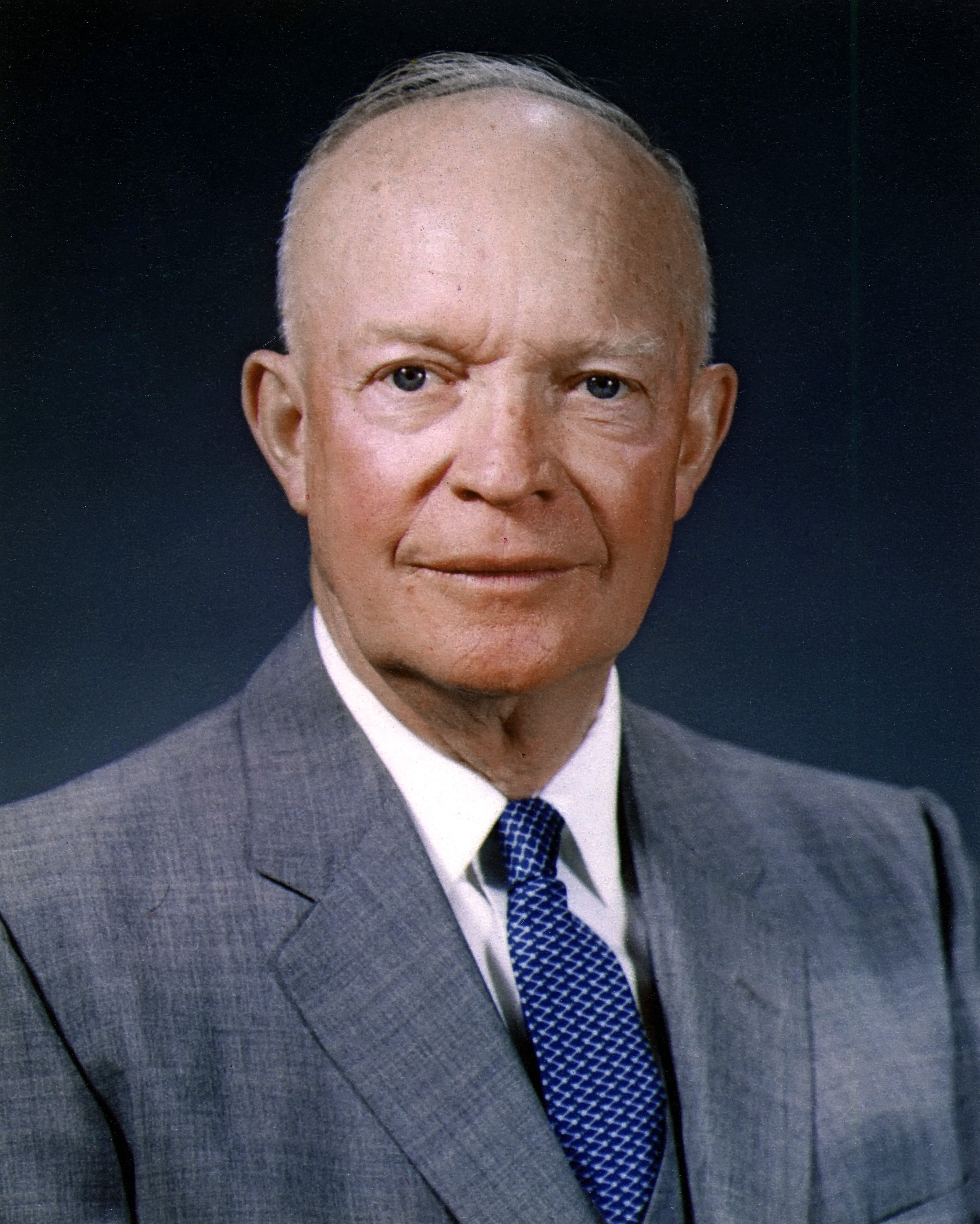
드와이트 D. 아이젠하워 대통령

아이젠하워 독트린(Eisenhower Doctrine)은 1957년 1월에 미국의 드와이트 D. 아이젠하워 대통령이 의회에 보낸 중동특별교서이다. 1956년의 수에즈 전쟁에서 영국과 프랑스가 물러난 다음, 공산주의 침략에 대비하기 위해 중동 지역에 미군의 주둔 권한을 대통령에게 줄 것, 중동지역에 대한 경제원조로서 이후 2년 사이에 4억 달러를 지출할 것 등이 포함되어 있다. 미국이 중동지역을 중시하기 시작한 정책으로 평가받는다.